# Shūrloq (ort i Iran)
Shūrloq (persiska: شورلق) är en ort i Iran.   Den ligger i provinsen Khorasan, i den nordöstra delen av landet, 800 km öster om huvudstaden Teheran. Shūrloq ligger 574 meter över havet och antalet invånare är 412.
Terrängen runt Shūrloq är platt åt nordost, men åt sydväst är den kuperad. Shūrloq ligger nere i en dal. Runt Shūrloq är det glesbefolkat, med 20 invånare per kvadratkilometer. Närmaste större samhälle är Chakūdar, 8,8 km söder om Shūrloq. Omgivningarna runt Shūrloq är i huvudsak ett öppet busklandskap.